# Széher út
A Széher út egy közepes jelentőségű útvonal Budapest II. kerületében, a Budai-hegység városon belüli részein. Szépilona kerületrészben ágazik ki északnyugat felé és végig a kiindulási irányát követi, Kurucles és Lipótmező kerületrészek ingatlanai között haladva.

## Nyomvonala
A Budenz útból ágazik ki északnyugat felé, néhány méteren belül keresztezi a Bognár utcát is, amely csak méterekkel arrébb torkollik ugyancsak a Budenz útba. Gyakorlatilag egyenes irányban emelkedve halad a Kis-Hárs-hegy 362 méteres magasságú csúcsa irányába, az onnan délkelet felé elnyúló gerincen. Az út északi oldalán elterülő telkek lankásabbak, a Kuruclesi út irányába, dél-délnyugat felé lefutóak lényegesen meredekebbek, ebből is fakad, hogy az utat észak felől kísérő Hűvösvölgyi útra több keresztutcája is lefut, ezzel szemben a Kuruclesi út irányába csak lépcsők vezetnek, amelyek kizárólag gyalog járhatók. A Lipótmezei út kereszteződése után nem sokkal erdei úttá alakul, amely egy közeli elágazást követően az északabbi irányában Hárshegyi körút, a nyugatabbi irányban Mária út nevet viseli. A Széher út erdei vége egyúttal a Hárs-hegyi tanösvény kiindulási pontja is.

## Megközelítése
A Széher úton, a Szerb Antal utca (korábban Szajkó utca) kereszteződésétől az alsó végpontjáig végighalad a 129-es buszjárat, amelynek az említett kereszteződés közvetlen közelében van a felső végállomása. Emiatt gyakorlatilag az út teljes szakaszát illetően ez a járat kínálja a legjobb megközelítési lehetőséget. Az út alsóbb szakasza még kényelmesen megközelíthető a Hűvösvölgyi úton közlekedő villamosok (56, 56A, 59B, 61) Kelemen László utca megállóhelyétől is.

## Nevének eredete
Az út Széher Mihály (1817-1889) ügyvéd és királyi tanácsos nevét őrzi, aki Pest, Buda és Óbuda egyesítésének egyik szorgalmazója volt. 1870-1873 között a Fővárosi Közmunkák Tanácsában viselt tagságot, 1873-1884 között pedig a fővárosi törvényhatóság virilista tagja volt. 1911-től viseli az út a Széher út nevet.

## Jelentősebb épületek az út mentén
- 3. szám: Beatrix panzió
- 24. szám: Dohnányi Ernő zeneszerző villája (Takách Béla, 1928)

A déli lejtőre néző villa Dohnányi Ernő zongoraművész és zeneszerző számára épült, alatta különleges gonddal megtervezett kert létesült. A második világháború vége felé Dohnányi felesége a villában szülészetet rendezett be a környék várandós asszonyai számára, majd amikor a harcok már a környéken folytak, a sebesült katonák számára is menedéket adott. A háború után egy darabig itt élt Filep Lajos esztéta is. Ma a házat a komponista távolabbi rokonai lakják, ápolva az ő emlékét is.
- 32. szám: családi ház (Lauber László, 1932)
- 34. szám: családi ház (Szivessy Tibor, 1932)
- 48. szám: villa (Kósa Zoltán, 1934)
- 64. szám: családi ház (Janesch Péter, 1998)[2]
- 71-73. szám: Assisi Szent Ferenc Kórház (1937)

A katolikus egyházi kezelésben működő kórházat az Assisi Szent Ferenc Leányai apácarend létesítette gyakorló kórházként, ápolónők képzésének elősegítésére. Az intézményt 1937. augusztus 19-én Angelo Rotta apostoli nuncius szentelte fel (akinek később, a második világháború idején az üldözöttek mentésében is sok szerepe volt), megnyitása 1937. október 1-jén történt.. 1950-ben államosították, később egy időre az önállóságát is elveszítette, s a János kórház tagintézménye lett. Ma ismét itt dolgoznak a Szent Ferenc Leányai rend ápoló nővérei, akiket 1951-ben, a szerzetesrendek feloszlatásakor elűztek a Tárogató úti rendházukból. A kórház bejárata előtt álló Szent Ferenc-szobor Kligl Sándor alkotása.
- 84. szám: lakóház (Molnár Farkas, 1942-1943)[4]